# Ktyr kazenasi
Ktyr kazenasi là một loài ruồi trong họ Asilidae. Ktyr kazenasi được Lehr miêu tả năm 1981. Loài này phân bố ở vùng Cổ Bắc giới.